# シュフラン級重巡洋艦
シュフラン級重巡洋艦（croiseurs lourds Classe Suffrenシュフランきゅうじゅうじゅんようかん）は、フランス海軍の重巡洋艦の艦級である。1925年～1928年の艦隊整備計画で毎年1隻ずつ建造された艦級である。。

## 概要
前級である重巡洋艦「デュケーヌ級」において8インチ砲の火力と良好な居住性は高く評価されたが、防御力が弱い問題点を改良するため1925年度海軍計画において4隻の重巡洋艦を1隻ずつ防御力や設備の改正を行っている点に特色の有るクラスである。速力要求は前級よりも2ノット低い31ノット台とされ、速力を減少させた代償に防御重量を増加させ同世代の連合側の重巡洋艦と比べて遜色ないレベルまで防御力が与えられた。

## 艦形

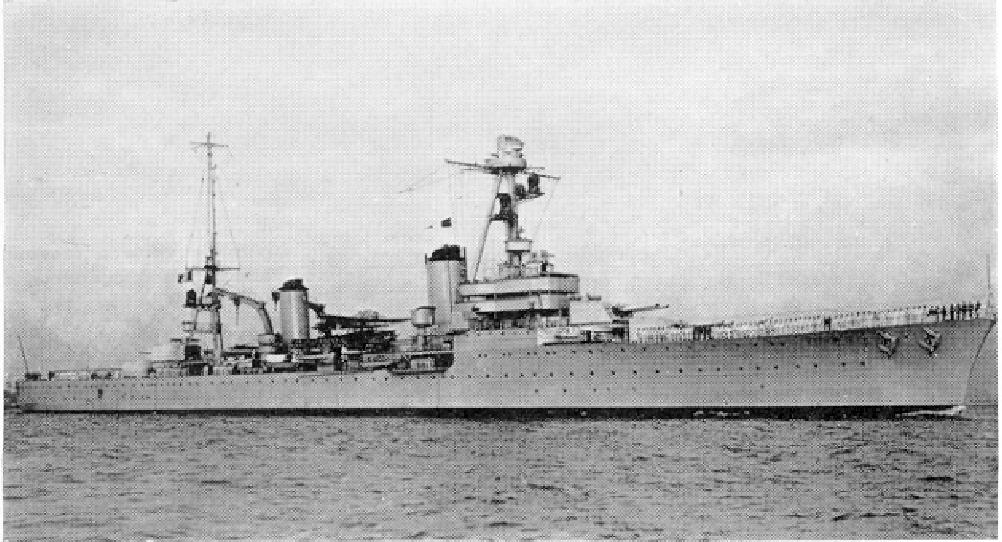
写真はデュプレクス

船体形状は前級に引き続き長船首楼型船体を採用している。水面から艦首甲板までの乾舷は高く、クリッパー型艦首から8インチ砲を収めた主砲塔2背負い式に基を配置。2番主砲塔の基部から上部構造物のうえに箱型艦橋が設けられ、艦橋を基部として頂上に測距儀を載せた三脚型の前部マストを採用した。
また、本型は「デュケーヌ級」と同様に機関のシフト配置を採用しているために2本の煙突は広く間隔が空いており、1番・2番煙突のあいだは水上機置き場で、その左右が艦載艇置き場となり、艦載艇・水上機用の揚収クレーンが2番煙突手前にある。二番煙突から後ろはカタパルト、簡便な単脚檣、後ろ向きに背負い式に主砲塔2基が配置される。魚雷発射管は前級で艦内配置であったが、本級より露天に配置された。

### 各艦の見分け方

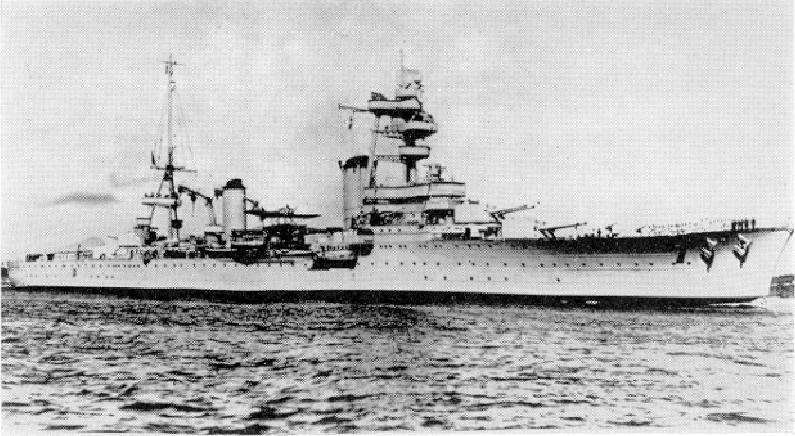
写真はフォッシュ

本級は年に1隻ずつ建造されたため、同級艦ながら細かな部分で艦影が異なる。シュフランの他艦との相違点は前部三脚マストに設けられた艦橋の配置で、マストの中段に戦闘艦橋が配置し、航海艦橋は司令塔と接続していた。また船体中央部に配置された55cm魚雷発射管2基である。
2番艦コルベールから航海艦橋の上に戦闘艦橋が統合され、航空施設が2本煙突のあいだに移動しクレーン形状がグース・ネック（鴨の首型)式となった。3番艦フォッシュは三脚檣の頂上部のフロアが拡大され、そこに従来の主砲測距儀に加え、左右に高角砲用測距儀が配置された。また小部マストの形状も従来の単脚型から三脚型に改正されたため、見分けは容易となった。4番艦デュプレクスでは高角砲の射撃指揮装置が1番煙突の側面に移動したことによりマスト形状は元に戻った。武装面では舷側の高角砲が単装砲架から連装砲架へと変わったため見分けが付く。
各艦の船体サイズの相違は以下の通り
| 艦名         | 満載排水量 | 全長   | 水線長 | 全幅  | 吃水  |
| ------------ | ---------- | ------ | ------ | ----- | ----- |
| シュフラン   | 12,928トン | 196.0m | 185.0m | 20.0m | 7.34m |
| コルベール   | 13,103トン | 194.0m | ←      | 19.4m | ←     |
| フォッシュ   | 13,429トン | ←      | ←      | 19.3m | 7.5m  |
| デュプレクス | 14,400トン | ←      | ←      | ←     | 7.2m  |

## 武装

### 主砲
主砲は前級に引き続き「1924年型 20,3cm（50口径）砲」を採用した。砲の旋回・俯仰動力はフランス軍艦伝統の電動方式を採用したが、竣工時から射撃方位盤が取り付けられ、方位盤管制による効果的な射撃が可能になった。装填は仰角10度から俯角5度の間で行われ、射程14,000mの間ならば仰角を変えずに連続速射が可能であった。

### 高角砲
他に、備砲として「1922年型　7,5cm（60口径）高角砲」がシュフランに採用された。この砲を単装砲架で8基装備した。コルベールからは新設計の「1926年型 9cm（50口径）高角砲」を採用した。この砲は9.51kgの砲弾を仰角45度で15,440 m、最大仰角80度で10,600mの高度まで到達できた。旋回と俯仰は電動と人力で行われ、左右方向に150度旋回でき、俯仰は仰角80度、俯角5度であった。発射速度は毎分12～15発だった。これをコルベールとシュフランは単装砲架8基だがデュプレクスのみ連装砲架で4基装備した。

### その他の備砲・雷装

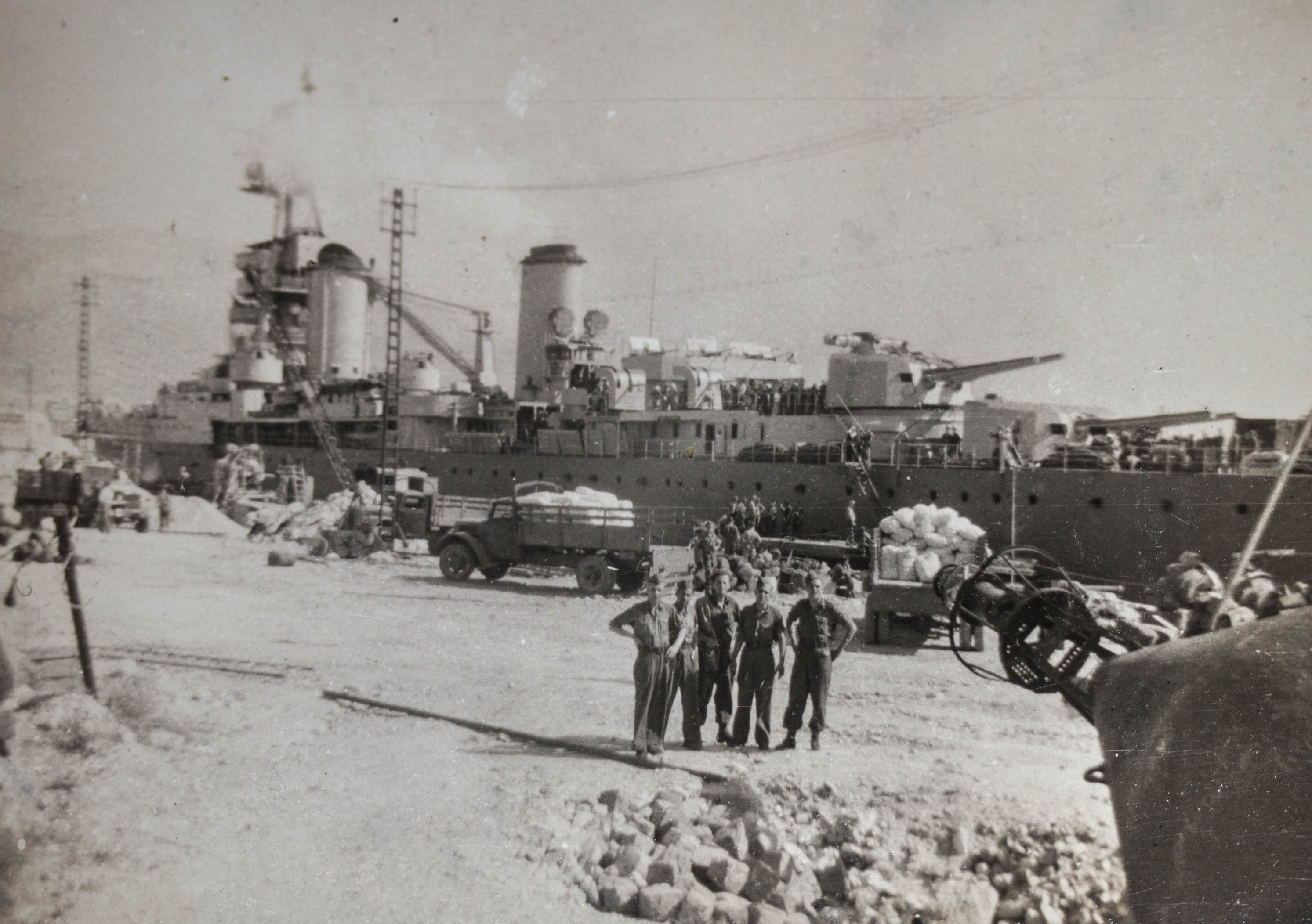
1945年にトゥーロンで撮られた「シュフラン」。魚雷発射管が撤去されて対空火器が増強されている。

その他にはオチキス社製の「1925年型 37mm（50口径）機関砲」を連装砲架で4基が載せられた。雷装はシュフランのみ55cm3連装水上魚雷発射管を中央部の甲板上に片舷2基ずつ計4基装備し、他の3隻は片舷1基ずつ計2基であった。

### 就役後の武装転換
就役後に本級4隻はオチキス社の「13.2mm（76口径）機関銃」を四連装砲架で3機を追加した。1933年に「シュフラン」は55cm魚雷発射管2基を減じた。
1942年までに「コルベール」はレーダ―を装備したほか3.7cm（50口径）機関砲を単装砲架で6基、13.2mm四連装機銃4機を追加し、同連装機銃2基を追加したほか8mm（80口径）単装機銃4丁を追加した。「フォッシュ」と「デュプレクス」は3.7cm（50口径）機関砲を連装砲架で4基、13.2mm四連装機銃4基を追加し、同連装機銃2基を追加した。「オチキス8mm（80口径）単装機銃」は「フォッシュ」は7丁で「デュプレクス」は3丁で異なっていた。
自由フランス参加後の「シュフラン」は水上機とカタパルトなどの航空施設と後部マスト。武装面では3.7cm機関砲と55cm魚雷発射管の全てを撤去し、新たに「ボフォーズ 4cm（56口径）機関砲」を四連装砲架で2基、「エリコン 2cm（76口径）機関砲」単装砲架で20基を追加し対空火器を強化した。

## 機関
防御重量をねん出するため機関重量を軽量化すべくボイラー数を前級の2/3になる9基から6基へと減少させ、タービン数も4基から3基へと1基が減少させた点が異なる。機関の形式は、主缶にギョ・ド・タンプル式型重油専焼缶のままで9基を搭載、主機関にはラトー・ブルターニュ式ギヤードタービンを3基3軸推進で最大出力90,000馬力、速力31ノットと前級の33ノットから2ノット低下した。缶室・機関分離配置は前述のとおりシフト配置のままである。
航続性能は重油1,700トンで15ノットで4,600海里走ることが出来た。なお、シュフランとコルベールは舷側防御に石炭庫を使用したため主機関とは別に石炭専焼缶を2基追加し、石炭を焚いた状態で巡航時に11ノットで2,000海里の航続性能が得られた。デュプレクスとフォッシュは石炭庫を廃止した代わりに重油タンクは2,600トンへと増加したため航続性能は15ノットで5,300海里へと改善された。

## 防御

シュフラン級の武装・装甲配置を示した図

本級は前述の機関重量の軽量化により、シュフランで951トン、コルベールとフォッシュが1,374トン、デュプレクスで1,533トンの防御重量を稼いだ。これにより弾火薬庫や舵機室のみ防御する「ボックス・シタデル」方式からシュフラン級は脱却した。
弾薬庫は側面部に50mm装甲を貼り、天蓋に20mm装甲を別個に貼っていた。舷側装甲はシュフランで50mmであったがコルベールから54mm～60mmへと増加された。砲塔と司令塔は前級と同じく30mm装甲である。甲板装甲は最上甲板に25mm、主甲板に断片防御用の12mm装甲を貼った。
機関区にはフランス軍艦伝統の対応防御方式を強化して、機関区画への縦隔壁と細分化された水密区画により水線下触雷時の浸水被害の局限化を図っていた。舷側外板と機関区のあいだに重油タンクを設けて対水雷防御としていたが、「シュフラン」と「コルベール」のみ石炭庫を重油タンクの裏に設けて二段構えとなっており、機関部の防御は同世代の列強の重巡洋艦の中では最良となっていた。

## 同型艦
- シュフラン

ブレスト海軍造船所で1926年4月17日に起工、1927年5月3日に進水、1930年1月1日に就役。1940年にアレキサンドラで連合軍に鹵獲後の1943年5月に自由フランス海軍に所属後の1944年まで南大西洋でドイツ海軍の封鎖突破戦の警備活動に就き、その後はカサブランカで整備を受けている途中で終戦を迎えた。同大戦後の1947年までインドシナ方面への兵員輸送任務に就き、同年10月に予備役に編入した。1962年12月に除籍後、「オセアン」と改名後にトゥーロンで宿泊艦となり1974年に解体処分。
- コルベール

ブレスト海軍造船所で1927年6月12日に起工、1928年4月20日に進水、1931年3月4日に就役後は地中海艦隊に所属。1942年11月27日にトゥーロンで自沈処分後の12月7日に喪失とされた。
- フォッシュ

ブレスト海軍造船所で1928年6月21日に起工、1929年4月24日に進水、1931年9月15日に就役後は地中海艦隊に所属。1942年11月27日にトゥーロンで自沈処分。1943年4月にイタリア軍により浮揚後、連合軍の空襲により沈没。その後解体処分。
- デュプレクス(2代)

ブレスト海軍造船所で1929年11月14日に起工、1930年10月9日に進水、1932年7月20日に就役後は地中海艦隊に所属。1942年11月27日にトゥーロンで自沈処分。1943年7月にイタリア軍により浮揚後、連合軍の空襲により沈没。その後解体処分。

## 参考図書
- 「世界の艦船 増刊第50集　フランス巡洋艦史」（海人社）
- 「世界の艦船 1986年1月増刊号 近代巡洋艦史」（海人社）
- 「世界の艦船 2010年1月増刊号 近代巡洋艦史」（海人社）
- 「世界の重巡洋艦パーフェクトガイド」（学習研究社）
- 「Conway All The World's Fightingships 1922-1946」（Conway）